# Stefan Aust

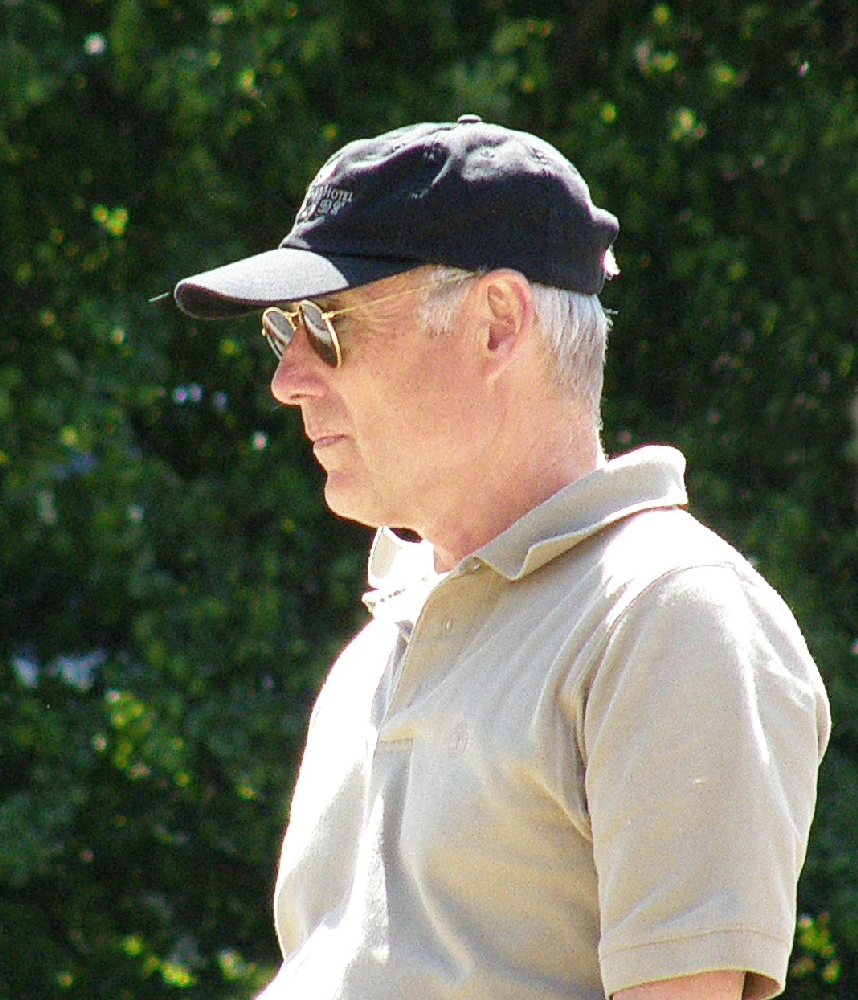
Stefan Aust

Stefan Aust, född 1 juli 1946 i Stade, Niedersachsen, är en tysk journalist, chefredaktör för Der Spiegel från 1994 till februari 2008.
Aust var 1966–1969 redaktör på tidskriften Konkret samtidigt som Ulrike Meinhof var skribent på tidskriften. Han skrev 1985 boken Der Baader–Meinhof-Komplex, som filmatiserades 2008.

## Böcker
- Baader-Meinhof - sju år som förändrade Förbundsrepubliken (ty. Der Baader-Meinhof-Komplex)